# Ploceus batesi
Ploceus batesi là một loài chim trong họ Ploceidae.